# Savvas Gentsoglou
Savvas Gentsoglou (Grieks: Σάββας Γκέντσογλου) (Alexandroupoli, 19 september 1990) is een Grieks voetballer die als middenvelder speelt.

## Loopbaan
Savvas Gentsoglou begon zijn carrière bij AEK Athene waar hij de positie van middenvelder innam. In januari 2012 stapte hij over naar de Italiaanse voetbalclub Sampdoria. Sinds augustus 2016 speelde hij voor de Kroatische voetbalclub Hajduk Split, op huurbasis van AS Bari. Die club nam hem over en in 2018 ging hij naar APOEL FC.